# Historia de las Islas Galápagos

Mapa náutico del archipiélago de Colón.

La historia de las Islas Galápagos es la serie de hechos sociales que se llevaron a cabo ahí desde su descubrimiento hasta la actualidad. No se debería confundir con la historia geológica y evolutiva que del archipiélago.

## Descubrimiento y exploración

### El descubrimiento del archipiélago

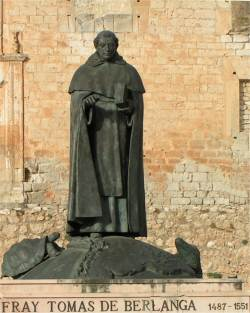
Fray Tomás de Berlanga

Se sospechó de una posible colonización humana de las islas por parte de indígenas sudamericanos antes de la llegada de los españoles ya que los arqueólogos Thor Heyerdahl y Arne Skjolsvold encontraron en 1952 fragmentos de cerámica parecidos a estilos cerámicos del continente sudamericano, aunque estudios posteriores demostraron que aquellos fragmente son mucho más recientes, por lo que se ha descartado esta teoría. Formalmente, las islas Galápagos fueron descubiertas por casualidad el 10 de marzo de 1535, cuando el barco del obispo de Panamá fray Tomás de Berlanga se desvió de su destino a Perú, donde cumpliría un encargo del rey español Carlos V para arbitrar en una disputa entre Francisco Pizarro y sus subordinados tras la conquista del imperio incaico. A causa de una calma chicha y las fuertes corrientes marinas, la nave del obispo fue arrastrada hasta las Galápagos. En la crónica de su aventura, dirigida desde Portoviejo al emperador Carlos V acerca del descubrimiento de las Islas Galápagos, Berlanga describía las inhóspitas condiciones prevalecientes en las desérticas islas, así como las gigantescas tortugas que las habitaban. También describió las iguanas marinas, los lobos marinos y muchos tipos de aves, recalcando la inusual mansedumbre de los animales y que expresaba en las siguientes palabras:
Traxo el navío muy buen tiempo de brisas siete días, que haziase el piloto cerca de la tierra e diones calma seis días; eran tan grandes las corrientes, que nos engolfaron de tal manera, que miércoles en diez de marzo, vimos una isla; e porque el navío no había más agua que para dos días, acordaron de echar la barca e salir a tierra por agua e yerba para los caballos. … E salidos no hallaron sino lobos marinos, e tortugas e galápagos tan grandes que llevaban uno un hombre encima, e muchas higuanas que son como sierpes. Otro día vamos otra isla mayor que es aquella de grandes sierra, e creyendo que allí por su grandeza como por su monstruosidad que no podía dejar de tener ríos e frutas, fuiemos a ella, porque la primera baxaria diez o doce leguas, e en esto bebiose el agua quen navío abia e estuvimos tres días en tomar la isla, con calmas, en los cuales allí los hombres como los caballos padecimos muchos trabajos.

### Exploración, mapas y piratas
Los primeros mapas en incluir las islas fueron realizados por los cartógrafos Abraham Ortelius y Mercator alrededor de 1570. Fueron incluidas dentro del Theatrum Orbis Terrarum de Ortelius, conocido también como el "primer atlas moderno" con un total de 53 mapas. Ahí las islas estaban descritas como "Insulae de los Galopegos" (Islas de las Tortugas). Esto probablemente tuvo influencia en el nombre del archipiélago puesto que sus mapas tuvieron mucha demanda hasta el año 1612.

Mapa de James Colnett publicado en 1793

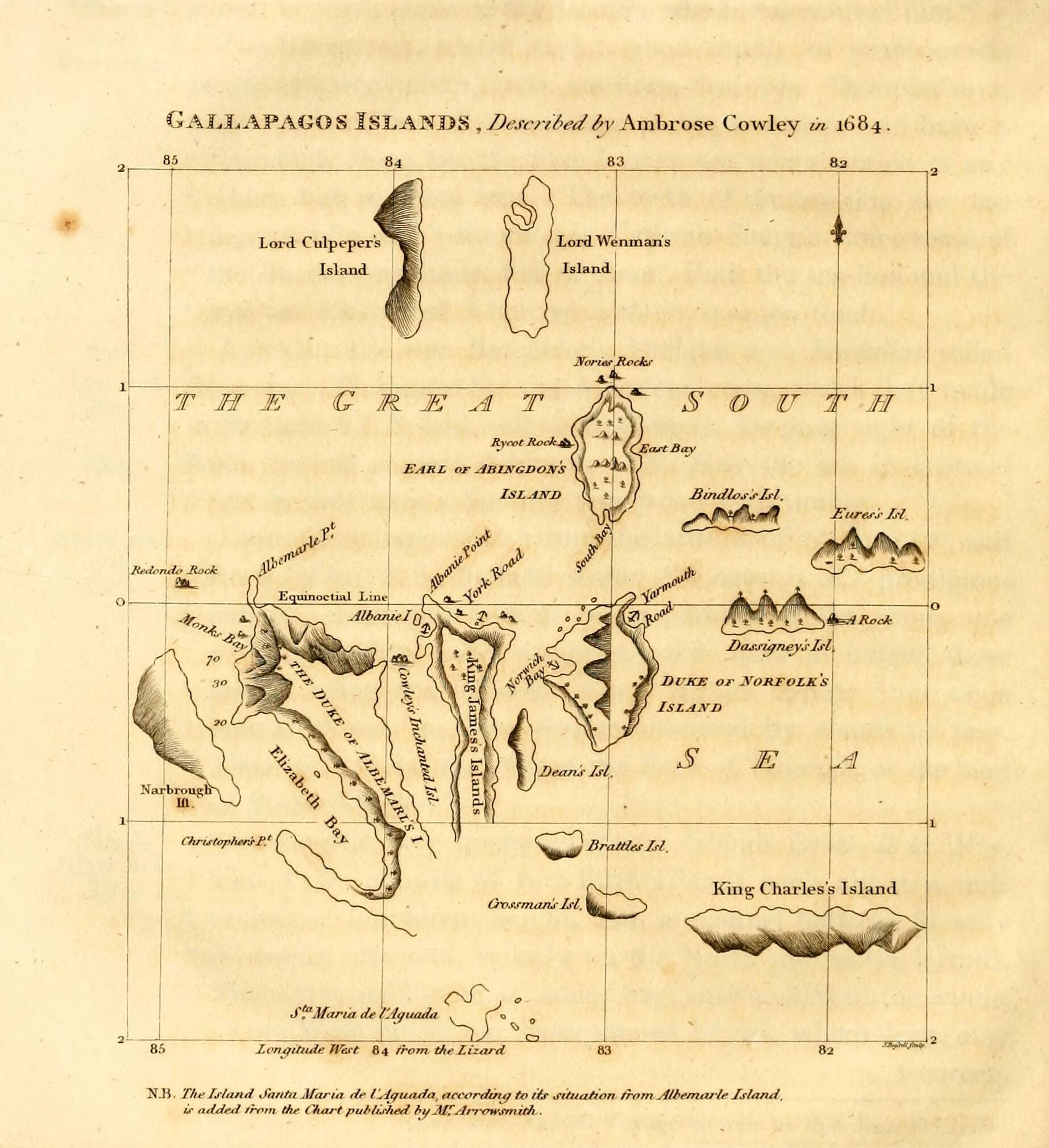
Mapa de Ambrose Cowley en 1684

El archipiélago fue usado constantemente por piratas ingleses como escondite mientras buscaban robar a los galeones españoles en sus viajes de América hacia España. Muchos de ellos atracaban en las islas y después atacaban el puerto de Guayaquil. En 1593 se registró a Richard Hawkins como el primer pirata que atracó en las Galápagos. Desde entonces y hasta 1816 muchos piratas llegaron al archipiélago. Recién descubiertas las islas se encontraban deshabitadas y los barcos que pasaban junto a su ubicación coincidían cuando el archipiélago era tapado por la niebla. Diversos acontecimientos las llevaron a ser conocidas como las "Islas Encantadas" e incluso algunos navegantes españoles afirmaban que no existían y solo eran espejismos.
Durante el siglo XVII, el bucanero inglés William Ambrosia Cowley cartografió las islas Galápagos durante su circunnavegación del mundo. No se conoce en detalle toda su expedición alrededor del archipiélago más allá de que fue incluido dentro del proyecto de circunnavegación. Años más tarde publicaría el mapa de las Galápagos en 1684. 
Por otro lado, Alexander Selkirk, el hombre cuyas aventuras en las islas de Juan Fernández inspiraron a Daniel Defoe para escribir Robinson Crusoe, visitó las Galápagos en 1708 luego de que fuera rescatado de la isla Juan Fernández por el corsario Woodes Rogers. Rogers fue al archipiélago para reparar sus naves luego de saquear el puerto de Guayaquil.
Años más tarde, en el siglo XVIII se empieza a poblar la zona cuando el navegante James Colnett describe al lugar como unas islas ricas en flora y fauna. Él había navegado las islas en el año 1792 y su trabajo condujo al desarrollo de la caza de ballenas cerca de las islas Galápagos. Esto atrajo a los primeros colonos, en su mayoría ingleses, con interés por las ballenas, cachalotes, leones marinos y principalmente por los Galápagos. El descubrimiento de la grasa de los cachalotes también atrajo a muchos balleneros lo que condujo a que se creara una oficina de correos improvisada, donde los barcos dejaban y recogían cartas. Colnett también dibujó las primeras cartas de navegación de las Galápagos en los años 1793, 1794, en ellos se puede ver la inscripción que dice capitán James Colnett de la Royal Navy en el buque mercante Rattler.
Los balleneros capturaron y sacrificaron miles de tortugas del archipiélago para extraer su aceite. Las tortugas podían sobrevivir por meses sin alimento ni bebida, por lo que se las transportaba en los barcos a manera de alacenas vivientes que al ser sacrificadas proveían proteína fresca a los marinos. La cacería de estas tortugas fue la causa de la gran disminución, y en algunos casos hasta la destrucción de ciertas razas de este quelonio. Junto con los balleneros, llegaron los cazadores de focas peleteras, lo cual llevó a las tortugas a un punto cercano a su extinción. La primera misión científica que visitó las Islas Galápagos fue la expedición Malaspina, una expedición española dirigida por Alejandro Malaspina que llegó en 1790. Sin embargo, los registros de la expedición nunca fueron publicados.

## La colonización de las islas

### Anexión y estatus político de las islas

Mapa de Ecuador con las islas Galápagos.

En 1809 se registra la llegada del primer colono durante el siglo XIX, llamado Patrick Watkins. Fue un navegante irlandés que fue exiliado en Floreana, desde 1807 a 1809. Se considera que él fue el primer residente del archipiélago ya que los anteriores navegantes lo usaban solamente como lugar temporal de anclaje para los barcos. De acuerdo con relatos posteriores, Watkins logró sobrevivir cazando, cultivando vegetales y comerciando con cazadores de ballenas, hasta que finalmente, descubrió un bote y lo usó para navegar hacia Guayaquil. En octubre de 1831 José de Villamil envió una comisión exploradora al archipiélago de las Galápagos con el fin de averiguar sobre la existencia de orchilla, planta utilizada en tinturar los tejidos y que se exportaba a México. 
El 14 de noviembre se constituyó la "Sociedad Colonizadora del Archipiélago de las Galápagos" y denunció como terrenos baldíos a la isla Charles, después denominada Floreana. El 20 de enero de 1832 salió una expedición a las Galápagos al mando del coronel Ignacio Hernández y Ecuador las anexó el 12 de febrero de 1832 bajo el gobierno del General Juan José Flores, bautizándolas como archipiélago de Colón. Durante esta época, anterior a su fama mundial tras la publicación de las investigaciones de Darwin, el principal interés del archipiélago fue su uso como prisión. Este sería el caso de la Isla Floreana y San Cristóbal que durante la presidencia de Juan José Flores serviría de prisión para los opositores al régimen. Años más tarde, en 1885 el archipiélago pasó a formar parte de la provincia de Guayas y se establecieron las autoridades en la isla Chatman. 
En 1920 Alfredo Baquerizo Moreno sería el primer presidente que visitó las Islas Galápagos y fundó Puerto Chico, que hoy se conoce con el nombre de Puerto Baquerizo Moreno, en la Isla de San Cristóbal. Esta ciudad es la capital de la provincia, aunque la población más grande es Puerto Ayora. Años más tarde, durante la Segunda Guerra Mundial Ecuador autorizó a Estados Unidos el establecimiento de una base naval en la isla Baltra, así como también varias estaciones de radar en otras ubicaciones estratégicas con el fin de monitorear el Canal de Panamá que se había terminado de construir en 1913. Los estadounidenses abandonaron las islas un año después, una vez finalizada la guerra. Posteriormente, en 1946 se estableció en la isla Isabela una colonia penal, que fue desmantelada en 1959.

### Colonización de Valdizán y Cobos
Además de los primeros intentos de colonizar que se hizo durante 1830, se debería esperar a finales del siglo XIX para que se desarrolle otro intento importante de colonización de las Galápagos, ahora por José Valdizán y Manuel Julián Cobos. Empezaron guiados por sus intereses científicos con el objetivo de dedicarse a la explotación de un tipo de liquen que se recolectaba en las islas (Roccella portentosa) y que se usaba como colorante. Valdizán habría ayudado anteriormente a Theodor Wolf a trasladarse a las islas y sirvió de conexión logística entre Galápagos y Guayaquil. Sin embargo sus investigaciones tendrían problemas con el resto de trabajadores en la isla lo que causaría el asesinato de Valdizán por parte de sus trabajadores. Por su parte Cobos llevó del continente un grupo de más de cien trabajadores a la isla San Cristóbal para desarrollar una plantación de caña de azúcar, buscando aprovechar el clima tropical e imitando a plantaciones similares en otras islas. Dirigió su plantación con mano de hierro lo cual llevó a su asesinato en 1904. 
Por su parte, desde 1897 Antonio Gil inició otra plantación en la isla Isabela. De esta forma, las islas atrajeron a nuevos colonos de varios países. Dentro de lo más destacado se encuentra el llamado "Caso Galápagos". Este término que fuera acuñado por periodistas, se refiere a los sucesos ocurridos entre marzo y noviembre de 1934, principalmente entre colonos alemanes en la isla de Floreana, en el transcurso de los cuales tres personas murieron en circunstancias en parte inexplicables y otras tres desaparecieron sin dejar rastro. Los hechos, que nunca se aclararon del todo, ocuparon los medios de comunicación de todo el mundo e inspiraron adaptaciones literarias y cinematográficas hasta un pasado reciente.

### El Caso Galápagos

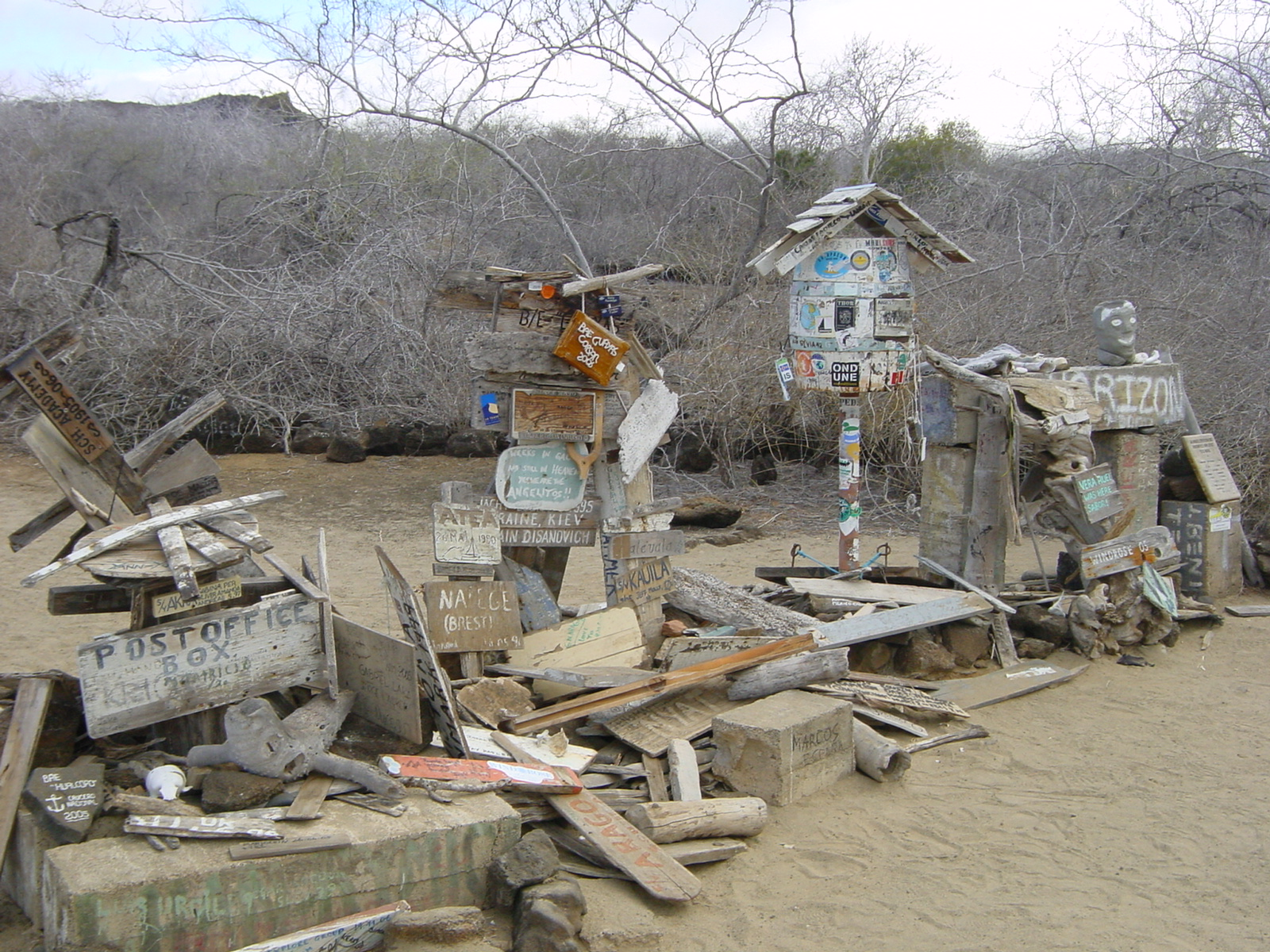
Buzones de correo en la Isla Floreana.

Esto se dio en el contexto de tres grandes grupos de colonización. El primer grupo estaba formado por el médico berlinés Friedrich Adolf Ritter y su pareja, la profesora Dore Körwin que se instalaron en Floreana en septiembre de 1929. A través de varios artículos periodísticos y un libro en el que se autodenominaba el "nuevo Robinson", Ritter dio a conocer su experimento al público, cuyo interés ya se había despertado por detalles sensacionales como el anterior "intercambio de parejas": Ritter iba acompañado de su amante mientras su mujer se mudaba con su marido. El hecho de que Ritter y Strauch se hubieran extraído todos los dientes antes de salir de Alemania para evitar problemas dentales también llamó mucho la atención, al igual que el hecho de que ambos -salvo cuando venían visitas- no solían llevar ropa en Floreana. 
La "huida de la civilización" de Ritter y Strauch se inspiró en las reflexiones filosóficas de Ritter, que nunca publicó de forma formulada. En agosto de 1932, Heinz y Margret Wittmer, un matrimonio de Colonia, se establecieron definitivamente en la isla junto con Harry, el hijo de doce años de Heinz Wittmer, fruto de su primer matrimonio (Heinz Wittmer había trabajado anteriormente en la alcaldía de Colonia, en la secretaría del entonces alcalde Konrad Adenauer). Por un lado, los Wittmer intentaban escapar de la crisis económica de Alemania; por otro, esperaban que el clima mejorara la salud de Harry Wittmer, que padecía enfermedades pulmonares y oculares; sin embargo, esta esperanza no se hizo realidad. Margret Wittmer estaba embarazada cuando llegó a Floreana; su hijo Rolf, que nació el día de Año Nuevo de 1933, fue la primera persona registrada oficialmente como nacida en Floreana (fallecido en 2011). Cuatro años más tarde, el 18 de abril de 1937, nació su hija Floreana Ingeborg. 
En octubre de 1932, un tercer grupo de colonos se estableció en Floreana. Los dirigía una mujer, presumiblemente una impostora, que decía ser la baronesa austriaca Eloise Wagner de Bousquet. La acompañaban dos hombres de origen alemán, ambos en evidente relación íntima con la "Baronesa": Rudolf Lorenz, que anteriormente había dirigido un negocio llamado "Antoinette" en París junto con la baronesa y lo había llevado a la quiebra, y Robert "Bubi" Philippson, de Berlín. Inicialmente, un sirviente ecuatoriano llamado Manuel Valdivieso también pertenecía a este grupo, pero pronto volvió a abandonar la isla. La intención declarada de la baronesa era construir un hotel de lujo en Floreana, para lo que se entregaron grandes cantidades de materiales de construcción. La llamada "Hacienda Paradiso", sin embargo, al final sólo consistió en una cabaña de chapa ondulada con dos habitaciones. La presencia del "filósofo Robinson" Ritter y de la autoproclamada "Emperatriz de Floreana" (así se presentaba la baronesa en los artículos periodísticos) atrajo posteriormente una y otra vez a visitantes, principalmente ricos propietarios de yates estadounidenses, a la remota isla. 
La colonia abandonada, supuestamente alejada de toda civilización, se convirtió en una atracción para turistas adinerados; los colonos de Floreana recibían regularmente ricos regalos de ellos y posteriormente también elaboraban listas de la compra para futuros visitantes. En particular, el millonario y filántropo estadounidense Allan Hancock visitaba regularmente la isla con su yate, en el que numerosos científicos, entre ellos el zoólogo y biólogo marino John S. Garth, recorrían el archipiélago de las Galápagos. Desde el principio, la coexistencia de los demás colonos con la baronesa y sus compañeros estuvo plagada de conflictos. En noviembre de 1932, un cazador noruego resultó gravemente herido, y en junio de 1933, un comerciante danés que anteriormente había vivido temporalmente en la "Hacienda Paradiso" fue herido de gravedad por una bala en el estómago, que la baronesa le había infligido en circunstancias inexplicables. 
Los llamamientos escritos de Ritter y los Wittmer a las autoridades ecuatorianas para que pusieran fin a las actividades violentas de la baronesa no condujeron a ninguna mejora de la situación. Todo tendría un final trágico puesto que la baronesa desaparecería sin dejar rastro. Lorenz vendió entonces todas las propiedades del grupo en torno a la baronesa, incluido el material de construcción de la "Hacienda Paradiso", a Ritter y los Wittmer y abandonó la isla en julio de 1934 en el barco del pescador noruego Trygve Nuggerud en dirección a Santa Cruz. El 17 de noviembre de 1934, los cadáveres de Lorenz y Nuggerud fueron descubiertos en la isla deshabitada de Marchena, parte del archipiélago de las Galápagos, a la que habían llegado con el bote salvavidas del barco de Nuggerud. El 21 de noviembre de 1934, Friedrich Ritter murió en Floreana como consecuencia de una intoxicación alimentaria, Strauch abandonó Floreana rumbo a Alemania en diciembre de 1934.

### Las Galápagos y el arte

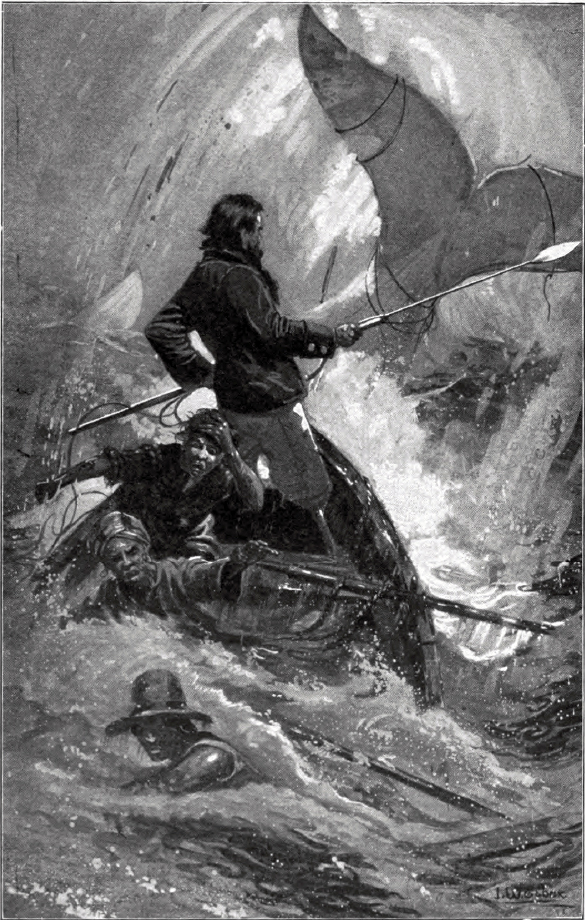
Moby Dick

Además de la inspiración para Robinson Crusoe, las islas fueron importantes también para el escritor Herman Melville quien durante sus continuos viajes, paso varios días en las Islas que le sirvieron de inspiración para escribir diez relatos cortos de ‘Las Encantadas’. El libro sería publicado en 1856. Algunos de los relatos importantes son ‘Los dos lados de una tortuga’, ‘La fragata y el barco fantasma’ y ‘La isla de Norfolk y la historia de la chola viuda’. Años más tarde, el filósofo español José Ortega y Gasset haría referencia a estas islas en su ensayo ‘Espíritu de la letra’, publicado en 1927. Este ensaño son una serie de reflexiones sobre la expedición del estadounidense William Beebe realizada en el Noma
Poco tiempo después del fallecimiento de la Baronesa, el artista Manuel Rendón  junto a su esposa Paulette decidirían en el año 1938, viajar a las islas. Su vida la habían desarrollado de manera bohemia y tenían costumbres que chocaban en la época: eran vegetarianos, cocinaban en una hornilla pequeña y comían en platos de hierro. Hasta entonces, el único pintor que lo había visitado era José María Roura Oxandaberro. Empezaron su vida en la isla Floreana y tenían de vecinos a tres familias, los Zavala ecuatorianos, los Wittmer de Alemania y los Conway de Estados Unidos. Ahí Manuel desarrolló su obra enfocándose en dibujos y pinturas principalmente. Por su parte Paulette se dedicaría a la fotografía y a escribir su diario de viaje que posteriormente sería publicado en francés en Faro, Portugal y sería traducido al español por Miguel Ángel de Icaza Gómez titulado “Galápagos. Las últimas Islas Encantadas”. Además terminarían exponiendo juntos los "Paisajes de las Galápagos" con un total de 42 dibujos al crayón y 56 fotografías.
Por otro lado, en 1954, el poeta Efraín Jara Idrovo se mudaría a las islas donde sería nombrado profesor. Huía de la bohemia y del alcohol y deseaba buscar el ser profundo, «al margen de las contradicciones a las que uno se ve obligado en el continente». "Floreana era la más pequeña de las islas pobladas, 15 adultos, 11 o 12 niños, 5 en edad escolar, con los cuales fundé la escuela bajo el follaje apretado de un árbol de seca", recuerda Efraín. En 1955 renunció, volvió a Cuenca a contraer matrimonio con su novia Atala Jaramillo Domínguez y nuevamente en las Galápagos se dedicó con su amigo Rolf Wittner, en cuya casa vivía, a la pesca de la langosta y el bacalao. Aunque no muy extensa, su obra refleja una personalidad individual determinante en el contexto de las letras ecuatorianas. Además de Jara Idrovo, la autora Alicia Yánez Cossío le dedicaría un libro titulado ‘Más allá de las islas’, publicado en la década de los ochenta. Por otro lado, en la literatura internacional Kurt Vonnegut escribió una novela titulada Galápagos en 1985. Ahí, el autor pone en duda las virtudes del cerebro humano desde la perspectiva evolutiva.

### La creación del parque nacional

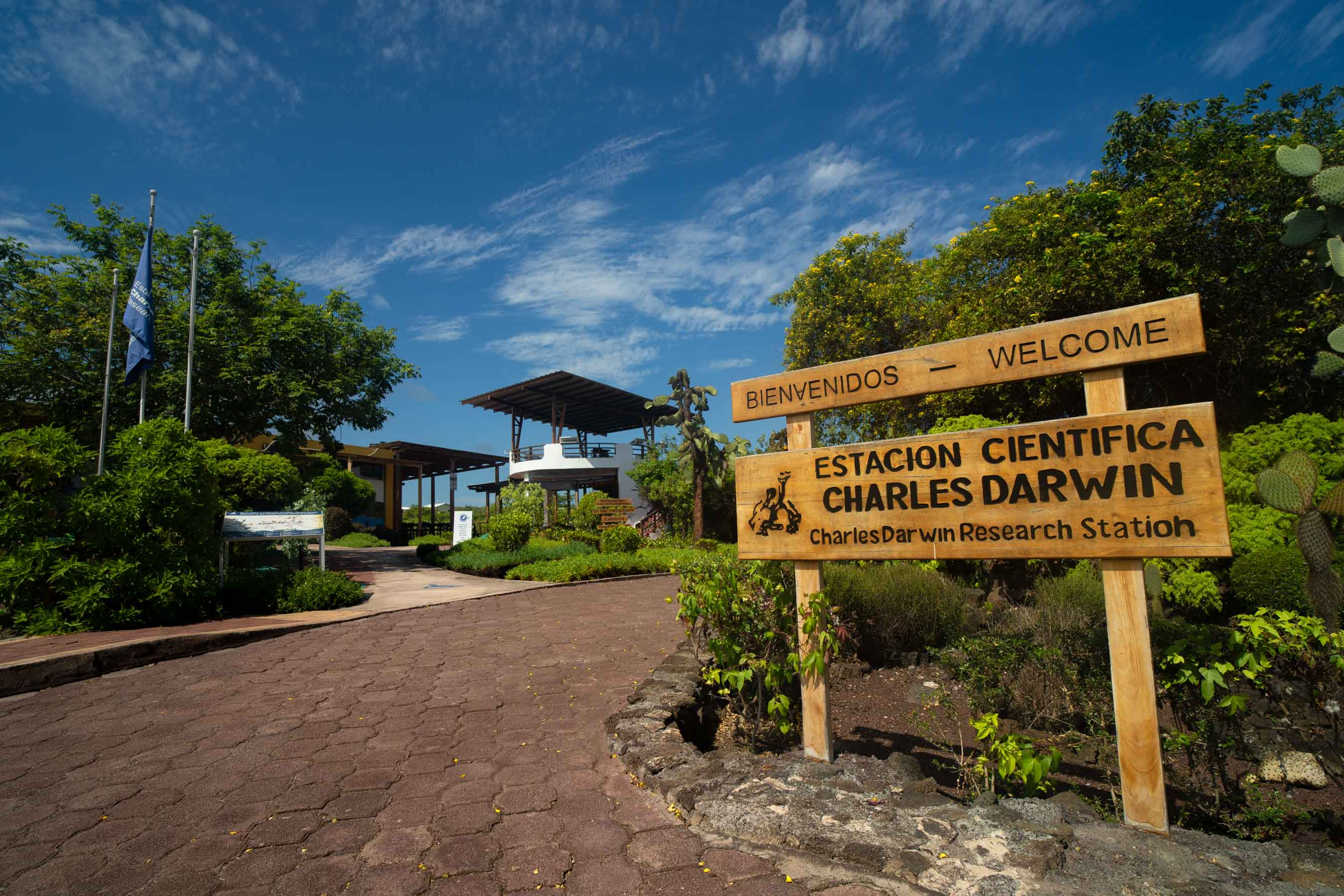
Estación Científica Charles Darwin

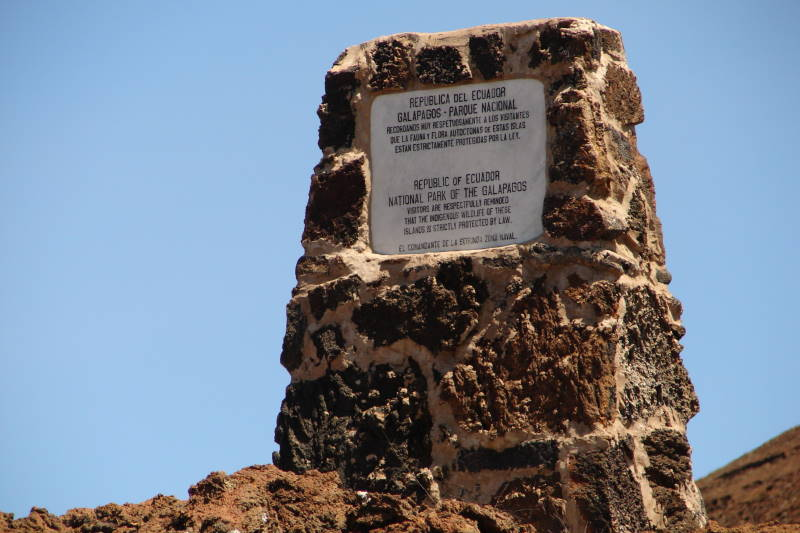
Conservacionismo de la fauna

En 1959 se crea el Parque nacional Galápagos cubriendo el 97% del territorio. En la siguiente década empezaría también el turismo en las islas con la adecuación del aeropuerto de Baltra, la apertura de los vuelos comerciales y convenios con empresas turísticas. Debido a la escasez de infraestructura en puerto, el turismo de crucero sería el que empezaría a cobrar más fuerza con la definición de los distintos sitios de visita, políticas y restricciones vigentes en la actualidad. Para el año de 1962, existía un total de 2.391 habitantes.
Además, junto con la creación del Parque Nacional, también empezó la Fundación Charles Darwin (FCD). Ambas instituciones en conjunto se crearon para proteger la vida silvestre y conservar los ecosistemas de Galápagos: el Parque Nacional como una institución gubernamental que hace cumplir las leyes y normas de conservación, la FCD como una organización internacional que realiza investigaciones y proporciona conocimientos científicos. Las dos instituciones se complementan entre sí y ambas llevan a cabo programas de educación y capacitación. Funciona a través de La Estación Científica Charles Darwin (ECCD) que se encuentra en Puerto Ayora, Isla Santa Cruz y es el brazo operativo de la Fundación Charles Darwin (FCD). Se inauguraron las instalaciones en 1964 para que científicos pudiesen usar la estación como base de sus investigaciones en las Islas Galápagos para asesorar a las acciones de manejo de la Dirección del Parque Nacional Galápagos (DPNG). Además de ser un punto de interés turístico, la Estación Científica Charles Darwin es esencial para proporcionar conocimientos científicos y asistencia técnica al Gobierno de Ecuador para asegurar la conservación de Galápagos.

### Patrimonio de la Humanidad
La Unesco declaró a las islas Galápagos como Patrimonio Natural de la Humanidad en 1979 y, seis años más tarde como Reserva de la Biosfera (1985). En el 2007 la Unesco declaró a las islas Galápagos como Patrimonio de la Humanidad en riesgo medioambiental y estuvo incluida en la Lista del Patrimonio de la Humanidad en peligro hasta 2010.

## Investigaciones científicas

### La expedición de Charles Darwin

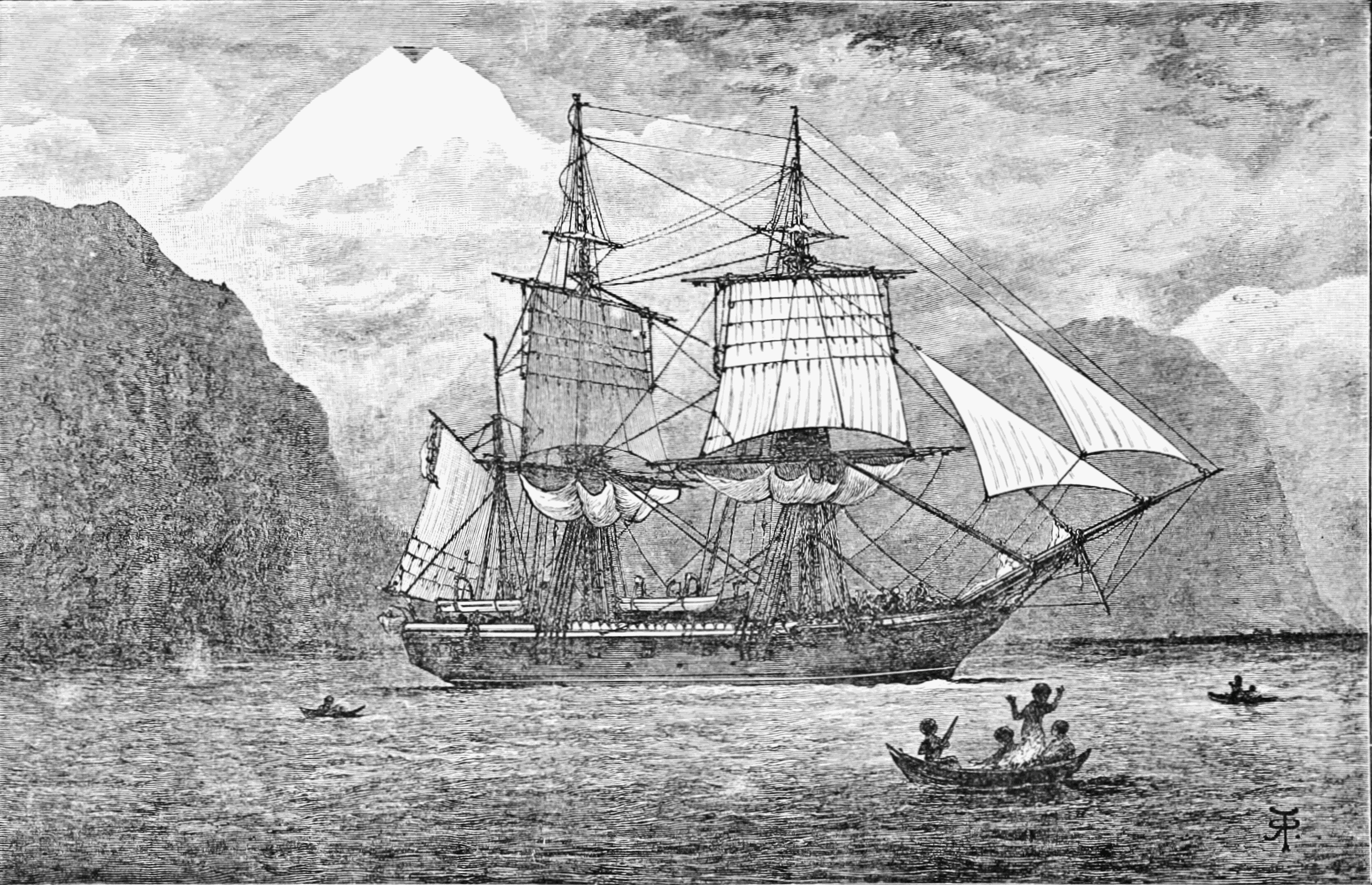
El HMS Beagle

Darwin fue a la Universidad de Edimburgo en 1825 para estudiar Medicina, pero la abandonó en su segundo año sin graduarse.  Sin embargo, mientras estuvo en Edimburgo, ingresó a un grupo estudiantil de Historia natural, la Sociedad Plineana. Pasó cuatro meses ayudando a Robert Grant a investigar invertebrados marinos. Este le reveló su entusiasmo por la transmutación de las especies, pero Darwin la rechazó. En 1827 su padre le inscribe en la Universidad de Cambridge para estudiar teología y convertirse en párroco de la iglesia.  Allí, Darwin aprendió sobre la teología natural del botánico John Stevens Henslow, y leyó a naturalistas como William Paley, John Herschel y Alexander von Humboldt. Lleno de entusiasmo por la ciencia, estudió geología catastrofista con Adam Sedgwick.
En diciembre de 1831 se unió a la expedición del Beagle como naturalista y geólogo. Leyó Principios de geología, de Charles Lyell, y, en la primera parada en tierra, en la isla de Santiago, encontró en el uniformismo de Lyell una clave para la historia geológica del paisaje. Darwin descubrió fósiles similares a armadillos gigantes, y tomó nota de la distribución geográfica de las especies modernas con la esperanza de encontrar su «centro de creación». Los tres misioneros fueguinos que la expedición debía devolver a Tierra del Fuego eran amables y civilizados, pero sus familiares en la isla a Darwin le parecieron «salvajes miserables y degradados», y ya no veía una brecha insalvable entre los seres humanos y los animales. A medida que el Beagle se acercaba a Inglaterra en 1836, señaló que las especies podrían no ser inalterables.
Richard Owen mostró que los fósiles de especies extintas que Darwin encontró en América del Sur tenían relación con las especies vivas en el mismo continente. En marzo de 1837, el ornitólogo John Gould anunció que el ñandú de Darwin era una especie diferente del ñandú descrito anteriormente —aunque sus territorios estaban superpuestos—, que los mímidos recogidos en las islas Galápagos representaban tres especies separadas, cada una única en una isla en particular, y que aves distintas de varias de esas islas se clasificaron como pinzones. Darwin comenzó a especular, en una serie de cuadernos, sobre la posibilidad de que «una especie cambia en otra» para explicar estos hallazgos, y alrededor de julio esbozó una genealogía de ramificación de un solo árbol evolutivo, los linajes independientes de descarte de Lamarck que progresan a formas superiores. En forma poco convencional, Darwin preguntó a criadores de palomas domésticas y animales, así como a científicos establecidos. En el zoológico tuvo su primera visión de un mono, y quedó profundamente impresionado por lo humano que parecía el orangután.
A finales de septiembre de 1838, empezó a leer el Ensayo sobre el principio de la población de Thomas Malthus, con su argumento estadístico de que las poblaciones humanas, si no son limitadas, crecerán más allá de sus medios y lucharán por sobrevivir. Darwin relacionó esto con la lucha por la existencia en la vida silvestre y con la «guerra de las especies» en las plantas del botánico Augustin Pyramus de Candolle. Inmediatamente imaginó «una fuerza como de cien mil cuñas» que empujan variaciones bien adaptadas a las «brechas en la economía de la naturaleza» por la que los supervivientes transmiten su forma y habilidades, y las variaciones desfavorables serían destruidas. En diciembre de 1838, había observado una semejanza entre el acto de selección de los rasgos de los criadores y una selección malthusiana natural entre variantes arrojadas por «casualidad», de modo que «cada parte de la estructura recién adquirida es totalmente práctica y perfeccionada».

### Investigaciones científicas posteriores
Esta empieza a partir de la creación de la Escuela Politécnica del Ecuador en 1864 y con el regreso de los jesuitas que habían sido expulsado décadas antes. De los investigadores más destacados se encuentran Luis Sodiro en la botánica, Juan Bautista Menten en la astronomía y Theodor Wolf en la geografía. Sería este último quien dedicaría parte de sus investigaciones a las islas Galápagos pero en general todos se verían influenciados por las ideas darwinistas por su condición de religiosos y científicos. 
Analizando los viajes y publicaciones de Theodor Wolf, contratado como geólogo del Estado por el gobierno ecuatoriano, muy influido por las ideas de Darwin, que no sólo le llevaron a viajar e investigar en el archipiélago de Galápagos, sino que también influyeron en la actitud del gobierno local hacia la administración de las islas. El primer artículo de Wolf se publicó en 1879 en el Boletín del Observatorio Astronómico de Quito. Su segundo artículo es publicado por el Gobierno del Ecuador en 1887, y su tercer artículo es el capítulo sobre las Galápagos de su "Geografía del Ecuador". Estas tres publicaciones son clave para entender la evolución personal de Wolf a medida que descubría las islas y como el darwinismo influenció en su salida de la orden religiosa.  En 1892 Wolf presentaría su mapa de Galápagos con las 13 islas principales pero no logró incluir al resto de islotes que la rodean. Después de ello en su honor una de ella se llamaría Isla Wolf.
Después de las investigaciones de Wolf, las expediciones científicas no cesarían. El mismo año de la muerte de Cobos, a partir de septiembre de 1904, se realizaría una expedición de la Academia de Ciencias de California, al mando de Rollo Beck, quien estuvo en las islas recopilando material científico en áreas de geología, entomología, ornitología, botánica, zoología y herpetología. Tres décadas más tarde, la misma Academia de California llevaría a cabo en 1932 la misión llamada "Expedición Templeton Crocker" que tenía como objetivo la colección de insectos, peces, conchas, fósiles, aves y plantas.

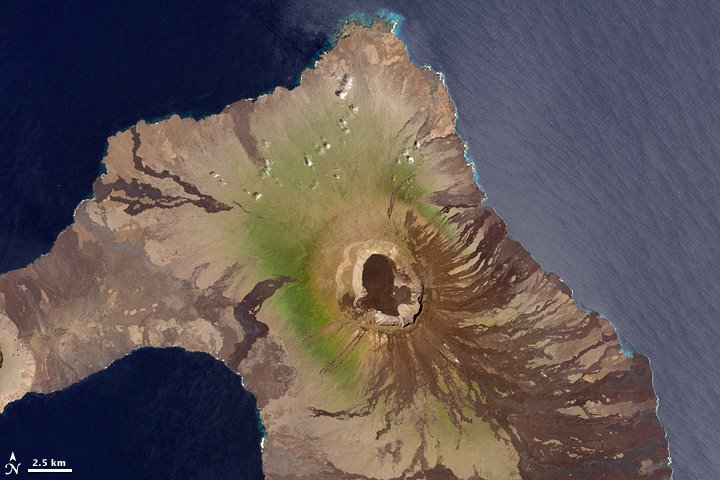
El volcán Wolf

En 1937 el científico Misael Acosta Solís realizaría su primer viaje a las islas junto con otros académicos de la Universidad Central del Ecuador. Esta sería la primera de las varias misiones científicas que realizaría. Para el año 1964 fue coordinador de la Expedición Internacional a las Galápagos para la Unesco y la Universidad de California, trabajando de enero a marzo y lograron interesar a los organismos conservacionistas del mundo sobre la importancia de dicho enclave ecológico. Sus investigaciones las publicaría en el año 1979 con el título "Galápagos y su naturaleza". Esto formó parte de la biblioteca "Ecuador", siendo su décimo tomo.

### Lista de las principales expediciones
| Año de la visita | Barco                | Líder de la expedición                     | Institución                                  |
| 1838             | La venus             | Vicealmirante Abel Aubert Du Petit Thouars | Marina francesa                              |
| 1852             | Eugenie              | Kinberg y Andersson                        | Marina sueca                                 |
| 1868             | Mr. Rubira           | Simeon Habel                               | Independientes                               |
| 1871             | Hassler              | Louis Agassiz                              | Museo de Zoología de Harvard                 |
| 1875             | Barcos locales       | Theodor Wolf                               | Escuela Politécnica Nacional                 |
| 1875             | Peterel y Challenger | Comander Cookson                           | Marina británica                             |
| 1884             | NA                   | Lugartenientes Chierca y Marcacci          | Italia                                       |
| 1888             | Albatross            | Lee y Tanner                               | Comisión de pesca de EEUU                    |
| 1891             | Albatross            | Agassiz                                    | Comisión de pesca de EEUU                    |
| 1891             | Barcos locales       | George Baur y C.F. Adams                   | Independientes                               |
| 1897             | Lila y Mattie        | C. M. Harris y Rollo. Beck                 | Walter Rotschild y Frank B. Webster          |
| 1898             | Julia E. Whalen      | Snodgrass                                  | Hopkins-Stanford                             |
| 1905             | Academy              | Rollo Beck y Alban Stewart                 | Academia de ciencia de California            |
| 1906             | Barcos locales       | Nicolás Martínez                           | Independiente                                |
| 1923             | Noma                 | William Beebe                              | Sociedad de zoólogos de Nueva York           |
| 1924             | Monsunen             | Wollebaek                                  | Expedición zoológica de Noruega              |
| 1924             | St. George           | J. Hornell                                 | Marina británica                             |
| 1925             | Arcturus             | W. Beebe                                   | Sociedad de zoólogos de Nueva York           |
| 1927             | Oaxaca               | G. Allan Hancock                           | Academia de ciencia de California            |
| 1929             | Mary Pinchot         | Pilsbry, Fisher y Wetmore                  | Gifford Pinchit                              |
| 1929             | Illyria              | Schmidt                                    | Museo de Historia Natural de Chicago         |
| 1930             | Nourmahal            | NA                                         | Vincent Astor                                |
| 1932             | Velero III           | G. Allan Hancock                           | Academia de ciencia de California            |
| 1932             | Zaca                 | Templeton Crocker                          | Academia de ciencia de California            |
| 1936             | Chiva                | Ripley                                     | Academia de Ciencias Naturales de Filadelfia |
| 1937             | Cressida             | Vanderbilt                                 | Academia de Ciencias Naturales de Filadelfia |
| 1937             | Cotopaxi             | Acosta Solís                               | Universidad central del Ecuador              |

Fuente: